# Colibrí de Diamantina
Campylopterus diamantinensis és una espècie d'ocell de la família dels troquílids (Trochilidae) que rep en anglès el nom de "Diamantina Sabrewing" (colibrí de Diamantina). Habita boscos i matolls del Brasil sud-oriental.